# Lijekovi probavnog sustava i metabolizma
Probavni sustav smatra se - paradoksalno - vanjskim dijelom tijela! Naime, svrha probavnog sustava jest preraditi hranu (složeni materijal iz prirode) u smjesu jednostavnijih tvari više kemijske nego biološke naravi, iz te smjese izvući korisno za organizam, a ostalo izbaciti. Na neki način, probavni sustav je kontinuirana procesna kemijska industrija ekstrakcije korisnih tvari iz hrane i procesuiranje tih tvari u jetri. Dakako, to je pojednostavljena slikovita verzija. Probavni sustav sastoji se od usne šupljine, zubi, jezika, ždrijela, jednjaka, želuca, dvanaesnika, pankreasa, jetre i žučne vrećice, tankog i debelog crijeva. Hrana prevali od početka do kraja ogroman put. Na početku probavni sustav je poput mehaničkog mlina i miješalice, u želucu se, u uvjetima ekstremne kiselosti, odvija biokemijska razgradnja hrane pa je želudac poput procesnog reaktora. Taj proces se nastavlja i u crijevima ali ovaj put vladaju lužnati uvjeti. Svojom velikom dužinom tanko crijevo predstavlja selektivni filter (apsorber) jednostavnih hranljivih tvari - šećera, masti, aminokiselina, vitamina i minerala. Na kraju ostaje debelo crijevo - skladište neiskorištenih tvari, apsorber vode i reaktor za kompostiranje tog ostatka. Zanimljivo je da je debelo crijevo prepuno posebnih bakterija koje tamo najnormalnije obitavaju, dok bi u krvi bile patološki napadači i uzročnici sepse. Jetra i pankreas su s jedne strane biokemijske "tvornice" enzima - reaktanata za probavu hrane.

Najzanimljivija je uloga jetre - ona je veliki biokemijski laboratorij prerade hranljivih tvari, proizvodnje krvnih proteina, žuči i kolesterola, skladište glikogena, vitamina i željeza, velika barijera ulasku otrova, lijekova i bakterija u krvotok i dr. Jedan od najvitalnijih organa organizma. Pankreas (gušterača) proizvodi enzime za obradu hrane, ali luči i dva važna hormona za kontroliranje metabolizma - glukagon i inzulin.
Cjelokupni protok materije i energije, sve prerade hranljivih tvari i izlučivanje štetnih tvari iz organizma nazivamo metabolizam. 
Bolesti koje mogu zadesiti probavni sustav i metabolizam su brojne: karijes, gastritis, čir, dispepsija, opstipacije, proljevi, infekcije probavnog sustava, ileus, žutica, Crohnova bolest, ulcerozni kolitis i dr. Pretilost (gojaznost) i dijabetes melitus (šećerna bolest) jesu bolesti poremećaja metabolizma. Vitamini i minerali također se smatraju lijekovima za liječenje metaboličkih poremećaja.
Zanimljivo je da se upravo u području lijekova probavnog trakta nalazi najveći broj tzv. "tradicionalnih lijekova" poznatih od davnih vremena i u narodu, pa je za veliku većinu probavnih tegoba uvijek bilo kakvih-takvih lijekova. Alkaloidi velebilja i opijum služili su kao spazmolitici, kao antidijaroici služe ruski čaj i medicinski ugljen, sikavica za liječenje bolesti jetre, brojne biljke kao što su sena, rabarbara, i krkavina sadržavaju jake laksativne glikozide, kao digestivi i poticatelji apetita služe brojne biljne vrste poput metvice, kamilice, pelina, a za liječenje gastritisa i čira na želucu dugo vremena se koriste anorganske soli kalcija i magnezija (antacidi). Svojedobno su arheolozi istraživajući civilizaciju drevne Mezopotamije pronašli nešto što bi moglo poslužiti kao - tablete antacida. Dakako, danas imamo puno modernije lijekove, ali čovječanstvo i dalje prate brojne bolesti i tegobe probavnog sustava.